# Omega (아시아의 음반)
| 전문가 평가 | 전문가 평가 |
| 평가 점수   | 평가 점수   |
| 출처        | 점수        |
| ----------- | ----------- |
| AllMusic    | [ 1 ]       |

《Omega》는 영국의 록 밴드 아시아의 열한 번째 스튜디오 음반으로, 일본에서는 멜로디어스 프론티어를 통해, 유럽에서는 프론티어즈 레코드를 통해, 2010년 4월 23일에 발매되었다. 오리지널 라인업으로 네 번째 스튜디오 녹음이었고, 2006년 재결합 이후 두 번째 녹음이었다.

## 배경
《Omega》는 2009년 10월부터 2010년 2월까지 버킹엄셔주에 있는 스티브 리스핀의 리스콤 파크 스튜디오에서 녹음되었으며, 아시아는 이미 그들의 이전 음반인 《Phoenix》 (2008년)를 작업했다. 1982년에 발매된 데뷔 음반 이후 처음으로, 그 그룹은 외부 프로듀서인 마이크 팩스먼을 고용했다. 커버 아트는 그들의 시작부터 아시아와 협력해온 로저 딘과 기타리스트 스티브 하우와 키보디스트 제프 다운스가 이전에 멤버로 있던 예스와 함께 디자인했다. 앞면 커버의 백호는 중국력으로 2010년이 호랑이의 해임을 나타낸다.
〈Finger on the Trigger〉는 이전에 보컬리스트 겸 베이시스트 존 웨튼과 다운스가 콜라보레이션 스튜디오 음반 《Icon II: Rubicon》 (2006년)을 위해 녹음했다.

## 평가
브렛 애덤스는 《Omega》에게 올뮤직에서 별 다섯 개 중 별 세 개 반을 주었다. 〈Finger on the Trigger〉, 〈Holy War〉, 〈Light the Way〉, 〈I Believe〉가 4개의 트랙 픽으로 선정되었다. 그는 이 음반을 이전 음반과 비교하며 "《Phoenix》가 《Omega》보다 전반적으로 더 좋은 곡들을 가지고 있는 것은 아마도 재결합으로 인한 초기 흥분과 창조적인 급상승 때문일 것이지만 《Omega》 만족하고 있으며, 오랜 팬들은 그것을 즐길 것이다"라고 요약했다.
이 음반은 영국과 미국에서 모두 차트 작성에 실패하면서 잘 팔리지 않았지만, 아시아가 항상 인기 있는 해외 활동이었던 일본에서 29위에 올랐다.

## 곡 목록
모든 곡들은 특별한 언급이 없는 한 존 웨튼과 제프 다운스에 의해 작사/작곡하였다.
| #   | 제목                         | 작사·작곡         | 재생 시간 |
| --- | ---------------------------- | ----------------- | --------- |
| 1.  | 〈Finger on the Trigger〉    |                   | 4:30      |
| 2.  | 〈Through My Veins〉         | 스티브 하우, 웨튼 | 5:08      |
| 3.  | 〈Holy War〉                 |                   | 5:59      |
| 4.  | 〈Ever Yours〉               |                   | 4:04      |
| 5.  | 〈Listen, Children〉         |                   | 5:56      |
| 6.  | 〈End of the World〉         |                   | 5:39      |
| 7.  | 〈Light the Way〉            | 하우, 웨튼        | 5:09      |
| 8.  | 〈Emily〉                    |                   | 5:12      |
| 9.  | 〈I'm Still the Same〉       |                   | 4:43      |
| 10. | 〈There Was a Time〉         |                   | 5:58      |
| 11. | 〈I Believe〉                |                   | 4:42      |
| 12. | 〈Don't Wanna Lose You Now〉 |                   | 4:45      |

## 차트
| 차트 (2010년)                     | 순위  |
| --------------------------------- | ----- |
| 독일 앨범 (Offizielle 탑 100)     | 56위  |
| 프랑스 앨범 (SNEP)                | 158위 |
| 일본 앨범 (오리콘)                | 29위  |
| 스웨덴 앨범 (스베리예토프리스탄)  | 47위  |
| 스위스 앨범 (슈바이처 히트파라데) | 55위  |
| 영국 인디팬던티 앨범 (OCC)        | 13위  |